# Willie Colón
Willie Colón, född 1950 i Bronx i New York, är en amerikansk trombonist, salsamusiker, producent, kompositör och aktivist. Han är son till föräldrar härstammande från Puerto Rico. Colón skivdebuterade som 17-åring på bolaget Fania Records med albumet El Malo. Han har spelat med artister som Fania All-Stars, Hector Lavoe, Celia Cruz och Rubén Blades.